# 塔什干棉农足球俱乐部
塔什干棉农足球俱乐部（FC Pakhtakor Tashkent），常稱「棉農足球會」，是烏兹别克斯坦的足球俱乐部，位于首都塔什干。隊名取自烏兹别克语中的「棉農」。
球队是苏联解体后乌兹别克斯坦国内无可争议的最强球队，俱乐部赢得了最近6次联赛冠军中4次并且获得7次杯赛冠军中的4次。球队是亚洲冠军联赛的常客，在2003年和2004年打入过赛事的半决赛。
球队之前在苏联最高等级的联赛中也取得过不俗的成绩，曾22次出现在联赛赛事中取得了212胜，211平，299负的战绩。球队也是乌兹别克斯坦唯一参加过苏联最高级别联赛的俱乐部。俱乐部在1962年和1982年两次夺得联赛第6名，这也是球队所取得的前苏联联赛最好名次。1968年球塔什干棉农进入了苏联杯的决赛，这也是中亚俱乐部唯一一次进入该项赛事的决赛。

## 球队荣誉
- 烏茲別克職業足球聯賽: 16 次

1992, 1998, 2002, 2003, 2004, 2005, 2006, 2007, 2012, 2014, 2015, 2019, 2020, 2021, 2022, 2023
- 烏茲別克盃: 12 次

1993, 1997, 2001, 2002, 2003, 2004, 2005, 2006, 2007, 2009, 2011, 2019
- 獨聯體盃: 1 次

2007
亚军
- 苏联杯: 1次

1967
- 乌兹别克斯坦联赛: 2次

1993, 2001
- 乌兹别克斯坦杯: 1次

1996
- 独联体杯: 1次

2008
其他
- 亚洲冠军联赛 半决赛 2003, 2004 半準決賽 2009
- 亚洲优胜者杯 八分之一决赛 1999